# ヴァレンチン・ヴァシャノヴィチ
ヴァレンチン・ヴァシャノヴィチ（ウクライナ語：Валентин Николаевич Васяно́вич、Valentyn Vasyanovych、1971年7月21日 - ） は、ウクライナの映画監督、撮影監督、脚本家、プロデューサー、編集者、作曲家。

## 来歴
ジトーミル(現ウクライナ)生まれ。キーウの国立I・K・カルペンコ・カリー演劇・映画・テレビ大学で学び、1995年に撮影監督、2000年にドキュメンタリー映画監督の課程を修了した。2006年から2007年まで、ポーランドのアンジェイ・ワイダ監督養成講座で学んだ。
2014年に撮影監督として参加した全編手話で演じられた作品『ザ・トライブ』は、カンヌ国際映画祭において批評家週間グランプリを受賞。
2017年の監督作品『ブラック・レベル』が、第90回アカデミー賞国際長編映画賞のウクライナからの候補に上がったが結果ノミネートされなかった。
2019年の監督作品『アトランティス』は、第76回ヴェネツィア国際映画祭オリゾンティ部門に選ばれた。第93回アカデミー賞国際長編映画賞にはノミネートされなかった 。第32回東京国際映画祭コンペティション作品として、上映された。
2021年の監督作品『リフレクション』は、第78回ヴェネツィア国際映画祭にてコンペティション作品として上映された。

## 作品

### 撮影監督
- 『ザ・トライブ』Плем'я （2014年）ミロスラヴ・スラボシュピツキー監督

### 監督
- 『ブラック・レベル』Андриеш （2017年）
- 『アトランティス』 Атлантида （2019年）
- 『リフレクション』  Відблиск  （2021年）